# Hypsipetes mindorensis
Hypsipetes mindorensis là một loài chim trong họ Pycnonotidae.